# Kate Walsh
Kathleen Erin Walsh (San Jose, Califórnia, 13 de outubro de 1967) é uma atriz norte-americana. Ficou conhecida por seu papel como a Dr.ª Addison Montgomery nas aclamadas séries Grey's Anatomy e Private Practice (da qual é a protagonista), da rede de televisão ABC, ambas exibidas pela Sony no Brasil. Em outubro de 2014, estreou a série Bad Judge que foi exibida pelo canal NBC. Atualmente estrela a série original Netflix 13 Reasons Why interpretando Olivia Baker. E (Madeline) em Emily em Paris.

## Biografia
Walsh nasceu em San Jose, Califórnia. Filha de Angela C. (née Bochetto) e Joseph P. Walsh. Foi criada em Tucson no Arizona. Seu pai é Irlandês, nativo de Navan em County Meath - Irlanda e sua mãe é uma descendente de italianos. Kate tem 4 irmãos mais velhos, duas irmãs e dois irmãos, Sean e Joe. Kate graduou em Catalina Magnet High School e mais tarde estudou na Universidade do Arizona, enquanto se envolvia no teatro regional. Hoje ela vive em Los Angeles e tem um cachorro (chamado Rosi) e dois gatos (Pablo e Billy). No Inverno de 2015, Walsh quebrou seu dedo esquiando com sua amiga de trabalho amy (Violet), e atualmente cuida do cachorro de seu irmão (Amico). Kate terminou um namoro de quatro anos com Chris case por causa de uma possível traição dele, e a indícios de que depois do término ela tenha entrado em depressão mas já está melhor agora.
Foi modelo no Japão durante a década de 1980 e mais tarde mudou-se para Chicago onde começou trabalhar no Piven Theatre Workshop e depois no Chicago Shakespeare Repertory. Atuou no National Public Radio na produção de "Born Guilty". Walsh vai para Nova Iorque onde entra para o grupo "Burn Manhattan", atuando também em peças off-Broadway.
Sua primeira aparição na televisão foi em "The Drew Carey Show" (1995). Depois fez "The Norm Show" (1999) e "The Mind of the Married Man" (2001).

## Filmografia

### Filmes
| Ano  | Título original                        | Papel                  | Notas |
| ---- | -------------------------------------- | ---------------------- | ----- |
| 1996 | Normal Life                            | Cindy Anderson         |       |
| 1997 | Peppermills                            | Lena                   |       |
| 1997 | Night of the Lawyers                   | Pressie Brooks (Biker) |       |
| 1998 | Henry: Portrait of a Serial Killer     | Cricket                |       |
| 1998 | Three Below Zero                       | Moirat                 |       |
| 1998 | Heaven                                 | Diner                  |       |
| 2000 | The Family Man                         | Jeannie                |       |
| 2002 | Anatomy of a Breakup                   | Lorra                  |       |
| 2002 | A Day in the Life of Nancy M. Pimental | Kate                   |       |
| 2003 | Under the Tuscan Sun                   | Grace                  |       |
| 2004 | After the Sunset                       | Shelia                 |       |
| 2004 | Wake Up, Ron Burgundy: The Lost Movie  | Sue                    |       |
| 2005 | Kicking & Screaming                    | Barbara Weston         |       |
| 2005 | Inside Out                             | Tyne                   |       |
| 2005 | Bewitched                              | Sexy Waitress          |       |
| 2007 | Veritas, Prince of Truth               | Nemesii                |       |
| 2009 | One Way to Valhalla                    | Raina                  |       |
| 2010 | Legion                                 | Sandra Anderson        |       |
| 2011 | Angels Crest                           | Roxanne                |       |
| 2012 | As Vantagens de Ser Invisível          | Mãe de Charlie         |       |
| 2013 | Todo Mundo em Pânico 5                 | Mal Colb               |       |
| 2014 | Dermaphoria                            | Morell                 |       |
| 2015 | Just Before I Go                       | Kathleen Morgan        |       |
| 2015 | Staten Island Summer                   | Danny's Mom            |       |
| 2017 | Girls Trip                             | Elizabeth              |       |
| 2017 | #Realityhigh                           | Dr. Fiona Shively      |       |
| 2017 | If I Forget                            | Holly Fischer          |       |
| 2018 | Ideal Home                             | Kate                   |       |
| 2019 | Almost Love                            | Elizabeth              |       |
| 2019 | 3022                                   | Jackie Miller          |       |
| 2020 | Honest Thief                           | Annie                  |       |
| 2020 | Sometime Other Than Now                | Kate                   |       |

### Televisão
| Ano              | Título original                       | Papel                   | Notas                                                                                               |
| ---------------- | ------------------------------------- | ----------------------- | --------------------------------------------------------------------------------------------------- |
| 2020             | Emily in Paris                        | Madeline Wheeler        | Elenco recorrente                                                                                   |
| 2019–presente    | The Umbrella Academy                  | The Handler             | Elenco recorrente (1ª temporada); regular (2ª temporada)                                            |
| 2019             | Fam                                   | Jolene                  | 1 episódios                                                                                         |
| 2017-2019        | 13 Reasons Why                        | Olivia Baker            | Elenco principal (Série Original Netflix)                                                           |
| 2015             | Undateable                            | Cliente                 | 1 episódio                                                                                          |
| 2014-15          | Bad Judge                             | Rebecca Wright          | Elenco principal, 13 episódios                                                                      |
| 2014             | Fargo                                 | Gina Hess               | 4 episódios                                                                                         |
| 2013             | Full Circle                           | Trisha                  | Elenco principal, (Série Original DirecTV)                                                          |
| 2011             | Comedy Central Roast of Charlie Sheen | Roaster                 | 1 episódio (Stand-up)                                                                               |
| 2009             | King of the Hill                      | Kat Savage              | 1 episódio                                                                                          |
| 2008             | Upright Citizens Brigade: Asssscat    | Guest Monologist        | Filme televisivo                                                                                    |
| 2007-2013        | Private Practice                      | Dr.ª Addison Montgomery | Protagonista(Temporada 1-6): 111 episódios                                                          |
| 2005-2011 / 2021 | Grey's Anatomy                        | Dr.ª Addison Montgomery | Convidada (Temporada 1) Elenco Principal (Temporada 2-3) Convidada especial (Temporada 4-8 ; 18-19) |
| 2005             | Eyes                                  | Kendall Judd            | 1 episódio                                                                                          |
| 2005             | Bobby Cannon                          | London                  | Filme televisivo                                                                                    |
| 2004             | Joint Custody                         | Florence                | |
| 2004             | The Men's Room                        | Karen                   | 3 episódios                                                                                         |
| 2004             | CSI: Crime Scene Investigation        | Mimosa                  | 1 episódio                                                                                          |
| 2004             | Complete Savages                      | Maggie                  | 1 episódio                                                                                          |
| 2003-2004        | Karen Sisco                           | Marley Novak            | 2 episódios                                                                                         |
| 2001             | The Fugitive                          | Agent Eve Hilliard      | 3 episódios                                                                                         |
| 2001             | The Mind of the Married Man           | Carol Nelson            | 3 episódios                                                                                         |
| 2000-2001        | The Norm Show                         | Jenny                   | 5 episódios                                                                                         |
| 2000             | Cursed                                | Stace                   | 1 episódio                                                                                          |
| 1999             | Turks                                 | Terry                   | |
| 1999             | The Mike O'Malley Show                | Marcia                  | |
| 1998             | Cupid                                 | Heidi                   | 1 episódio                                                                                          |
| 1997-2001        | The Drew Carey Show                   | Nicki Fifer             | 21 episódios                                                                                        |
| 1997             | Law & Order                           | Lt. Kirstin Blair       | 1 episódio                                                                                          |
| 1996             | Homicide: Life on the Street          | Cathy Buxton            | 1 episódio                                                                                          |
| 1996             | Swift Justice                         | Paula "Paulie" Goddard  | 1 episódio                                                                                          |

## Prêmios e indicações
| Ano  | Prêmio                          | Resultado | Categoria                            | Título                        |
| ---- | ------------------------------- | --------- | ------------------------------------ | ----------------------------- |
| 2006 | Satellite Awards                | Venceu    | Melhor elenco em série de teleivisão | Grey’s Anatomy                |
| 2006 | Screen Actors Guild Awards      | Indicado  | Melhor elenco em série de drama      | Grey's Anatomy                |
| 2007 | Screen Actors Guild Awards      | Venceu    | Melhor elenco em série de drama      | Grey's Anatomy                |
| 2008 | Screen Actors Guild Awards      | Indicado  | Melhor elenco em série de drama      | Grey's Anatomy                |
| 2012 | San Diego Film Critics Society  | Venceu    | Melhor desempenho de elenco          | As Vantagens de Ser Invisível |
| 2012 | Awards Circuit Community Awards | Indicado  | Melhor elenco                        | As Vantagens de Ser Invisível |